# Sombrerete
Sombrerete egy város Mexikó Zacatecas államának nyugati részén, lakossága 2010-ben megközelítette a 22 000 főt. 2012-ben a SECTUR felvette a turisztikailag kiemelt szerepet jelentő Pueblo Mágicók listájába.

## Földrajz

### Fekvése
A város Mexikó középső részétől kissé északnyugatra, Zacatecas állam nyugati részén, a nagy területű Sombrerete község közepén helyezkedik el a Sierra de Sombrerete hegység lábánál, körülbelül 2300–2400 méteres tengerszint feletti magasságban. A település nagyobbik, déli része viszonylag sík területen épült fel, de északi részén a szint gyorsan emelkedik. Sombreretét többnyire rétek, legelők veszik körül, a hegységek magasabb részei erdősültek. Közvetlenül a város mellett halad el az ország egyik legfontosabb főútja, a 45-ös, amely a belső országrészeket köti össze az északi határ mellett fekvő Ciudad Juárezszel.

### Éghajlat
A város éghajlata kevésbé meleg, mint Mexikó legtöbb vidékéé, de minden hónapban mértek már itt is legalább 29 °C-os hőséget. A rekord viszont nem érte el a 40 °C-ot. Az átlagos hőmérsékletek a januári 11,5 és a júniusi 20,8 fok között váltakoznak, fagy októbertől márciusig fordul elő. Az évi átlagosan 552 mm csapadék időbeli eloszlása nagyon egyenetlen: a júniustól szeptemberig tartó 4 hónapos időszak alatt hull az éves mennyiség több mint 75%-a.
| Hónap                                   | Jan. | Feb. | Már. | Ápr. | Máj. | Jún. | Júl. | Aug. | Szep. | Okt. | Nov. | Dec.  | Év    |
| --------------------------------------- | ---- | ---- | ---- | ---- | ---- | ---- | ---- | ---- | ----- | ---- | ---- | ----- | ----- |
| Rekord max. hőmérséklet (°C)            | 29,0 | 32,0 | 33,0 | 36,0 | 37,0 | 37,5 | 38,0 | 35,5 | 33,5  | 33,5 | 31,0 | 29,0  | 38,0  |
| Átlagos max. hőmérséklet (°C)           | 19,6 | 21,4 | 24,4 | 27,1 | 29,3 | 28,5 | 25,8 | 25,2 | 24,2  | 23,7 | 22,5 | 19,8  | 24,3  |
| Átlaghőmérséklet (°C)                   | 11,5 | 12,8 | 15,4 | 18,1 | 20,4 | 20,8 | 19,2 | 18,9 | 18,0  | 16,4 | 14,3 | 12,0  | 16,5  |
| Átlagos min. hőmérséklet (°C)           | 3,3  | 4,2  | 6,3  | 9,0  | 11,6 | 13,1 | 12,7 | 12,5 | 11,8  | 9,2  | 6,0  | 4,2   | 8,7   |
| Rekord min. hőmérséklet (°C)            | −8,5 | −5,0 | −3,7 | 0,0  | 2,3  | 2,0  | 7,0  | 6,0  | 3,0   | −2,3 | −5,0 | −14,4 | −14,4 |
| Átl. csapadékmennyiség (mm)             | 14   | 24   | 6    | 5    | 16   | 74   | 118  | 123  | 101   | 44   | 15   | 15    | 552   |
| Forrás: Servicio Meteorológico Nacional |      |      |      |      |      |      |      |      |       |      |      |       |       |

## Népesség
A település népessége a közelmúltban folyamatosan növekedett:
| Év   | Lakosság |
| ---- | -------- |
| 1990 | 15 754   |
| 1995 | 17 535   |
| 2000 | 18 668   |
| 2005 | 19 353   |
| 2010 | 21 702   |

## Története
A település neve a közelben emelkedő, a spanyol gyarmati időszakban divatos háromszögű kalapra (sombrero tricornio) emlékeztető alakú hegycsúcs, az El Sombreretillo nevéből származik.
Zacatecas ezen vidékén már körülbelül időszámításunk kezdetétől a 10. századig éltek indiánok, akik az úgynevezett Chalchihuite-kultúrához tartoztak. Letelepedett életmódot folytattak, főként mezőgazdaságból, kisebb részben vadászatból éltek. Ez a kultúra máig ismeretlen okokból tűnt el, helyüket lassan a nomád, gyűjtögető-vadászó csicsimékek foglalták el. A spanyol hódítók 16. századi megérkezésekor is ők lakták a területet.
1555-ben érkezett ide Juan de Tolosa egy kis csoport élén, amely főként spanyolokból (köztük ferences szerzetesekből) és velük szövetséges indiánokból állt. Ők alapították június 6-án meg egy völgy mélyén, egy vízforrás közelében a később jelentős bányavárossá vált, ezért Real y Minas del Sombreretének nevezett települést, amit 1570-ben a guadalajarai Audiencia „villa” rangra emelt. A ferencesek már 1567-ben felépítették Máté apostolról elnevezett templomukat és kolostorukat, majd innen kiindulva vettek részt a környék indiánjainak hittérítésében, sőt, új életformára is tanították őket. A 16. században királyi kincstárat is alapítottak a városban, amely nem csak az adóbegyűjtéssel, hanem távolabbi területekről (Chihuahua, Sinaloa) származó ércekből történő fémöntéssel is foglalkozott. A városnak különleges gazdagságot adtak a közeli ezüstbányák, amelyek közül a legjelentősebb a Pabellón és a Vetanegra volt.

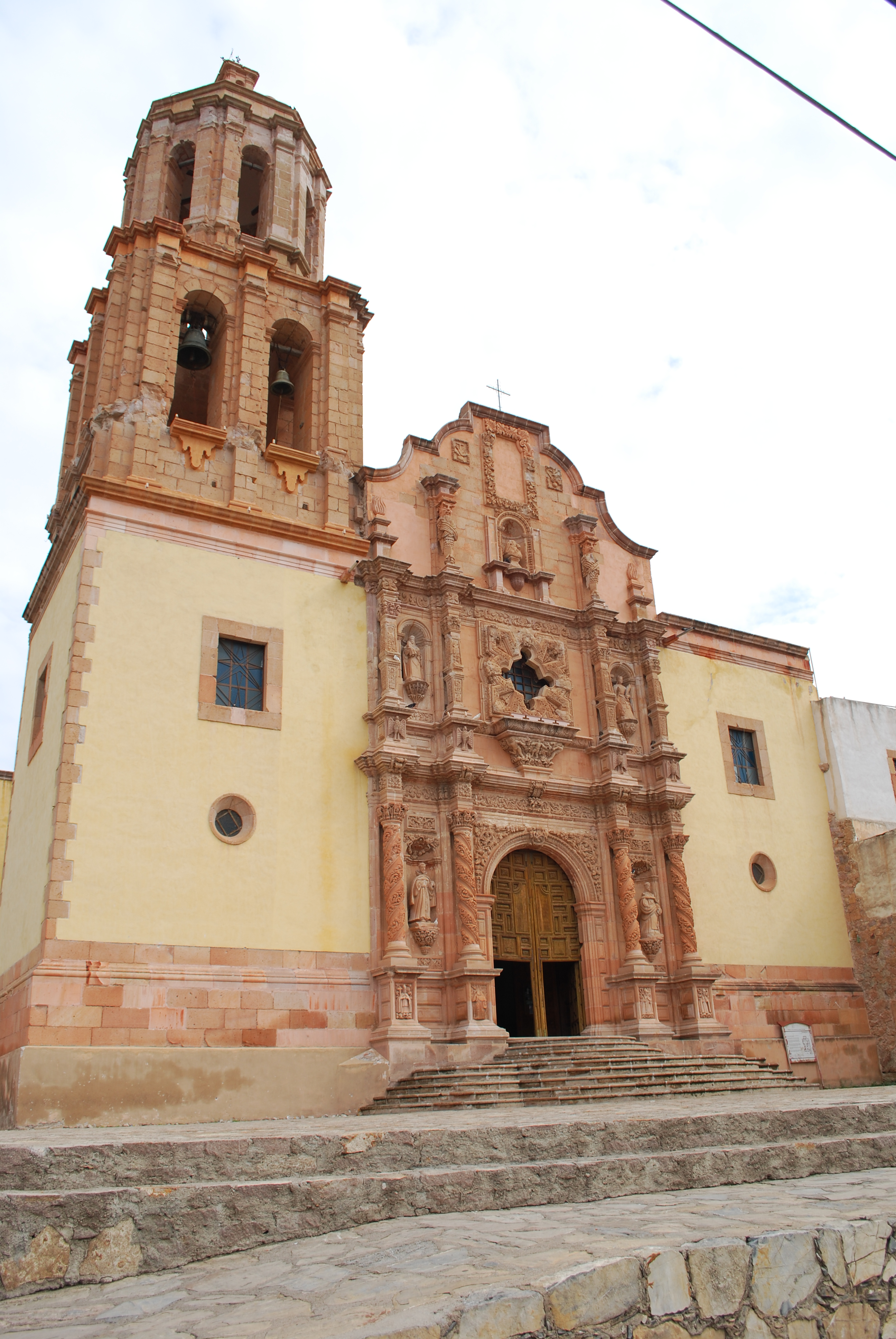
A 18. századi Szent Domonkos-templom

A 18. század elejére a város lakossága 30 000 fő körülire emelkedett, a környéken több tucat hacienda épült fel, 1810-ben pedig pénzverdét alapítottak. Az ugyanebben az évben kitört mexikói függetlenségi háborúban Sombrerete lakossága úgy vállalt szerepet, hogy a később Guadalupe Victoria néven az ország elnökévé váló José Miguel Ramón Fernández testvérének, Julián Fernándeznek a segítségével pénzt küldtek a felkelőknek. A függetlenség elnyerése után megalakult Zacatecas állam, amelynek alkotmányozó kongresszusa egy fokkal magasabb, ciudad rangra emelte és közigazgatási központtá (egy partido székhelyévé) tette a települést. 1845-ben az Amerikai Egyesült Államokból érkező apacs indiánok egy csoportja fosztogatott a környék falvaiban. A francia megszállás elleni háború idején ideiglenesen ide költözött az állam kormányzata is, a megszállók 1866-ban hagyták el Sombreretét. Egy évvel később indult el az első helyi újság, a La Campana.
A Díaz-kormány idején már nem csak bányáiról, hanem a környéken termelt gyapotról és gabonáról is híressé vált a város. Bár 1897. február 26-án a San Amaro és San Francisco bányákban tűz ütött ki, és a katasztrófa során 116 bányász vesztette életét, a város továbbra is fejlődött. Igaz, a viszonylagos béke és gazdagság ellenére 1911-ben a helyiek egy része a maderista Luis Moya vezetésével a forradalomhoz csatlakozott. A harcok során számos összecsapás és fosztogatás történt a vidéken, Moyát is itt lőtték agyon. 1913 és 1914 között a város ismét ideiglenesen Zacatecas fővárosává vált, az állam kormányát ekkor Pánfilo Natera és Luis J. Zalce vezette. 1914 májusában Venustiano Carranza, a konstitucionalista forradalmárok vezére személyesen is meglátogatta az itt működő kormányt.
1951-ben épült fel a La Soledad-templom, 1987-ben pedig rendkívüli időjárási esemény történt: január elején 40 órán keresztül hullott a hó. 1992-ben testvérvárosi szövetséget kötöttek a spanyolországi Llerenával, 2000-ben pedig megalakult az Instituto Tecnológico de Zacatecas-Occidente nevű technológiai intézet.

## Turizmus, látnivalók

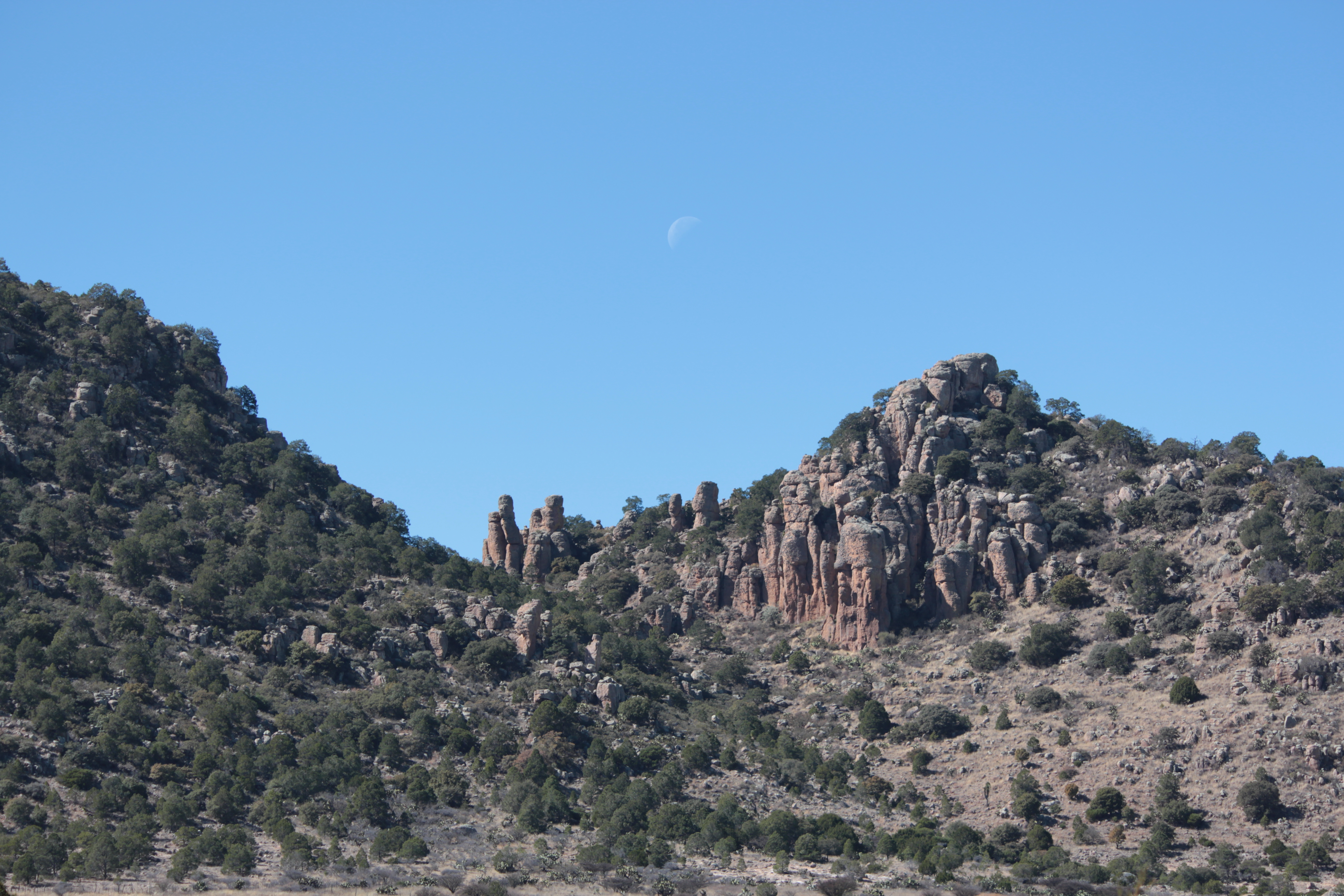
A Sierra de Órganos

A város fő vonzerejét a spanyol gyarmati időkből származó műemlékek alkotják, illetve maga a városszerkezet: a főtér körül felépült hivatali épületek, több templom egy-egy térrel maga előtt, illetve a széles utcák hálózata, amelyeket keskeny sikátorok kapcsolnak össze. A templomok közül kiemelkedik az 1567-ből származó Szent Máté-kolostor, amelyben egy aranyozott faretabló látható, a 17. századi Szent Domonkos-templom, ahol San Mateo de Valparaíso első grófja is nyugszik, az 1777-ből származó Keresztelő Szent János-templom, amely mellett Benito Juárez mellszobra áll, valamint a szintén 18. századi La Soledad, Santa Veracruz, San Pedro és Guadalupe-templomok.
Sombrerete egyetlen múzeumát 2000-ben alapították, itt többek között a gyarmati időszakot megelőző kor tárgyi emlékei, bányászeszközök és a helység történetének kiemelkedő lakóiról készült fényképek is megtekinthetők.
A város közelében található a különleges sziklaalakzatairól híres Sierra de Órganos Nemzeti Park is.